# Khvoyaman-e Jadīd
Khvoyaman-e Jadīd (persiska: خویمن جدید) är en ort i Iran.   Den ligger i provinsen Västazarbaijan, i den nordvästra delen av landet, 600 km nordväst om huvudstaden Teheran. Khvoyaman-e Jadīd ligger 1 192 meter över havet och antalet invånare är 112.
Terrängen runt Khvoyaman-e Jadīd är platt österut, men västerut är den kuperad. Terrängen runt Khvoyaman-e Jadīd sluttar österut.Runt Khvoyaman-e Jadīd är det ganska tätbefolkat, med 75 invånare per kvadratkilometer. Närmaste större samhälle är Khvoy, 8,9 km norr om Khvoyaman-e Jadīd. Trakten runt Khvoyaman-e Jadīd består till största delen av jordbruksmark.